# Суетный обед
«Суетный обед» (англ. Dinner Rush) — американский независимый художественный фильм 2000 года, написанный Брайаном С. Калатой и Риком Шонесси, снятый режиссёром Бобом Джиральди В фильме снимался Дэнни Айелло в роли ресторатора-букмекера из Трибека в Нью-Йорке, а Эдоардо Баллерини — в роли его сына, звездного шеф-повара ресторана.
Фильм рассказывает о растущем давлении между сыном и его азартным су-шефе, которые работают на кухне, а также об организованной преступности. Кроме одного события перед вступительными титрами, сюжет придерживается двух из трех «классических единств» — времени и пространства. Все события после вступительных титров происходят в течение одного вечера в ресторане или на улице.

## Персонажи
Луи Кропа, владелец ресторана в исполнении Дэнни Айелло. Мистер Кропа опровергает слухи о том, что у него есть или когда-то были связи с мафией. Его сын — главный шеф-повар, чьи экспериментальные рецепты уводят меню от более традиционной итальянской кухни, несмотря на протесты м-ра Кропа. Мистер Кропа также относится к шеф-повару Дункану как к сыну, несмотря на неодобрение проблем из-за азартных его игр.
Удо «Кинг» Кропа, шеф-повар в исполнении Эдоардо Баллерини. Удо блестящий повар, но он не одобряет традиционные итальянские блюда, которые предпочитает его отец. В фильме зритель видит, как он готовит очищенного и порезанного омара в сливочном соусе, приправленном ванилью, с жареными спагетти, используемым в качестве гарнира. Он управляет кухней железной хваткой и чувствует, что должен стать партнёром в ресторане, так как большая часть успеха бизнеса связана с его оригинальными рецептами.
Шон, бармен, которого играет Джейми Харрис. В дополнение к тому, что он опытный бармен, Шон обладает энциклопедическими знаниями о всевозможных пустяках и зарабатывает дополнительные деньги, бросая вызов своим боссам, чтобы сделать ставку на то, что ставит тех в тупик.
Дункан, су-шеф, которого играет Керк Асеведо. Умелый шеф-повар, Дункан, часто заканчивает тем, что готовит традиционные итальянские блюда, не входящие в меню, которые запрещены Удо, но часто заказываются Луи Кропа и другими клиентами. Дункан — азартный игрок, у которого большие долги перед мафией и его работодателем Луи Кропа, который относится к Дункану как к сыну. В фильме он попытался отыграть свой долг в 13 000 долларов, поставив все это на университетскую команду Сент-Джонса, чтобы выиграть игру на своём поле в Мэдисон Сквер Гарден. Противник не известен.
Кармен, акула-ростовщик, которого играет Майк МакГлоун. Кармен хочет влезть в их ресторанный бизнес.
Фицджеральд, могущественный искусствовед в исполнении Марка Марголиса. Фицджеральд любит жаловаться, говорить с важным видом о природе искусства и оскорблять окружающих его людей.
Марти, старшая официантка в исполнении Саммер Феникс. Она отвечает за подготовку новых официантов, чтобы акцентировать их внимание на нюансах произношения каждого итальянского блюда в меню аутентичным итальянским способом. Однако позже стало известно, что она была неоценённым художником.
Дженнифер Фрили, критик еды для сливок общества и ресторанный рецензент, которого сыграла Сандра Бернхард. Как и Фицджеральд, Дженнифер любит жаловаться и использовать свою известность и значимость, чтобы получить специальное лечение. Она бывшая подруга Удо, и они все еще дружат.
Николь Чан, сотрудник ресторана, которого играет Вивьен Ву. Отвечая за бронирование мест в ресторане, Николь встречается как с Дунканом, так и с Удо, явно предпочитая отношения с Дунканом.
Кен Ролофф, (его играет Джон Корбетт) — биржевой торговец с Уолл-стрит, который любит сидеть в ресторане, чтобы наблюдать за людьми.

## Приём критикой
«Суетный обед» имеет положительный рейтинг 91 % на Rotten Tomatoes и включен в книгу Леонарда Малтина «151 лучший фильм, который вы никогда не видели». Элвис Митчелл из «Нью-Йорк Таймс» описал это как «аппетитную демонстрацию таланта, техники и терпения», а «количество интриг здесь больше, чем при дворе Медичи». Кевин Томас из «Los Angeles Times» писал: «„Суетный обед“ нагромождает сложности до такой степени, что переусердствует, только добиться показать в критический момент, что это всего лишь уловка — что совершенно непредсказуемым образом все разыгрывается, картина имеет смысл».